# Труба Іван Михайлович
Іва́н Миха́йлович Труба́  (9 вересня 1878, Гомель, нині Білорусь — 27 серпня 1950, Пльзень, нині Чехія) — український письменник, перекладач, громадський і політичний діяч, інженер-технолог.

## Біографія
Закінчив із відзнакою реальну школу в Ромнах, Петербурзький технологічний інститут. Був одним із фундаторів та активістів Української студентської громади.
1902 — за участь у революційному студентському гуртку був заарештований і засланий до Балаганська Іркутської губернії. Наступне дворічне заслання за участь у революційному русі відбував в Архангельську.
Близько 1905 року одружився з Вірою Петрівною Серафімовою. Насправді - в Катеринославі, 28 січня 1913 року (за старим стилем). Державний Архів Дніпропетровської Області фонд 193 опис 3 справа 543 сторінка 245 зворот.
Від 1907 проживав у Катеринославі. Працював викладачем фізики та математики в жіночій гімназії П. Іоффе, комерційному училищі А. Свіда, інженером у відділі тяги Катерининської залізниці.
Проводив активну громадську роботу в українському літературно-артистичному товаристві «Просвіта», що діяло в Катеринославі з 7 жовтня 1905 року та згуртувало навколо себе найкращі інтелектуальні сили міста, які прагнули до національного об'єднання та українського відродження, чинили опір русифікаторській політиці царату.
Входив до складу ради товариства, ревізійної та будівничої комісій, 1913 року брав участь в організації і відкритті бібліотеки-читальні імені Тараса Шевченка. За його архітектурним проектом збудовано будинок Мануйлівської «Просвіти» (філії Катеринославської), а самого І.Трубу призначено її почесним членом.

Іван Труба, початок 20 століття

На сторінках українського часопису «Дніпрові хвилі» досить широко висвітлювалась діяльність товариства, де свої дописи вміщував і Труба. Його перша дружина, Віра Петрівна, теж була активною просвітянкою, входила до ради товариства, займалася видавничою діяльністю, організацією новорічних ялинок для дітей.
У перші дні Лютневої революції 1917 року на Катеринославщині активізувався український рух, представниками якого були службовці, інтелігенція, робітники та селяни. І.Труба став ініціатором перших політичних зборів у місті, які були скликані службовцями Катерининської залізниці. Згодом він разом із Василем Бідновим та І.Вирвою був обраний до складу Катеринославської губернської земської управи, делегатом від якої був направлений в Петроград у вересні 1917 року на Всеросійську раду робітничих і солдатських депутатів.
Входив до комісії Центральної Ради в справі вироблення статуту автономії України.
9 серпня 1917 — Генеральний секретаріат Центральної Ради призначив І.Трубу комісаром народної освіти Катеринославської губернії. Йому підлягала вся позашкільна і шкільна освіта.
Із перших днів повалення царського режиму українські громадські діячі на Катеринославщині взялися до організації національної школи, якої доти зовсім не було, а також до відновлення діяльності культурно-освітніх осередків. У місті заснували дві українські гімназії — чоловічу та жіночу. З ініціативи Євгена Вирового, відновила діяльність катеринославська «Просвіта», заборонена з 25 січня 1916 року; почала виходити газета "Вісник товариства «Просвіта».
1918 — І.Труба брав активну участь в організації Катеринославського університету.
Був членом Катеринославського проводу Товариства українських поступовців.
У листопаді 1918 року призначений головою Катеринославської філії Українського Національного Союзу — органу Директорії.
Вважав себе прихильником Української партії соціалістів-федералістів. 1917 року видав у Катеринославі популярну брошуру «Хто пануватиме на Україні».
Доклав чимало зусиль у створенні Українського учительського товариства, яке в перші дні квітня 1917 року організувало в Катеринославі окружний учительський з'їзд і розпочало видавництво книжок.
Оцінку бурхливої діяльності комісара освіти в період короткого існування української державності дав історик Дмитро Дорошенко: «І.Труба положив великі заслуги коло українізації шкільної справи в губернії. Завдяки його енергії вдалося завести українське навчання по школах, видати ряд українських підручників; він же добився, щоб земська газета „Народная жизнь“ завела український відділ, редактором якого став професор В.Біднов. В самому місті багато зробив для української школи Євген Вировий».
З великою відповідальністю, принциповістю, вимогливістю взявся Іван Труба за доручену йому справу, ретельно підбирав викладачів до селянської української гімназії в селі Томаківка, які б справді несли в народ освіту. У листі до Дмитра Яворницького від 23 серпня 1917 року Іван Михайлович писав: «Я мушу настоювати, щоб в Томаківську гімназію набирався штат спосеред свідомих українців — а їх багато з'явилося по проханням, — хто знає добре практично мову, може писати, може бути придатним до такої відповідальної роботи, як постанова діла в першій селянській українській гімназії на землі Вільності Запорожської. …самі селяни… прохають свідомих українців, котрі можуть дать їм науку і пораду як українці по духу, а не по стихії».

### Будинок Івана Труби
До участі у видавничій діяльності Іван Труба залучав багатьох педагогів, письменників, художників, громадських діячів міста, більшість з яких були його друзями. Серед них — директор краєзнавчого музею імені О.Поля Дмитро Яворницький, щирий друг, хрещений батько сина Івана Труби — Тараса, народженого 1914 року та названого на честь великого Кобзаря з нагоди його 100-літнього ювілею.

Будинок Івана Труби в Катеринославі, початок 20 століття

У будинку Івана Труби на вулиці Пороховій, 22 (тепер Кавалерійська, 22; зруйнований 1978 року) свого часу бували відомі діячі української і російської культури та літератури: Марко Кропивницький (був хрещеним батьком доньки Олесі), Ілля Рєпін, Олена Пчілка, Володимир Винниченко, Володимир Короленко. Побудований за проектом самого господаря в оригінальному стилі українського модерну, будинок став об'єднувальним центром передових сил міста, які в перші пореволюційні роки активізували діяльність в напрямку українського відродження. Сюди часто заходив місцевий художник Микола Погрібняк, який ілюстрував «Початкову читанку» та інші дитячі видання, а 1918 року видав альбом для розмальовування «Малюйте, діти». Бували тут педагог Євген Вировий, родина історика Василя Біднова, Дмитро та Наталя Дорошенки, сестра Лесі Українки Ольга та її чоловік Михайло Кривинюки, які у 1910—1921 роках мешкали поблизу Катеринослава — в селищі Лоцманська Кам'янка. Михайло Кривинюк навіть деякий час мешкав у будинку Івана Труби.
Саме тут обговорювалися й вирішувалися плани видавництва перших шкільних підручників українською мовою та творів для дітей, які з 1917 року стали видаватися в Катеринославі. Серед них «Кобзар» Тараса Шевченка, «Збірник творів» Івана Котляревського, драматична поема «Бояриня» Лесі Українки, казка «Трьомсин Богатир» Івана Манжури, оповідання «Запорозький клад» В. Корнієнка, «Старий горобець», «Пригоди статечної Миші» Дмитра Мамина-Сибіряка, посібник «Дошкільне виховання» Софії Русової, «Українська граматика для позашкільного навчання і недільних шкіл», складена вчителями, членами товариства Олександрівської «Просвіти»(тепер — Запоріжжя).
Одночасно в Катеринославі були надруковані для дітей твори класиків зарубіжної літератури у перекладах Ольги Косач-Кривинюк та Михайла Кривинюка: «Той кіт, що ходив, де хотів» Редьярда Кіплінга; «Про те, як один хлопець оповідав казку та й не скінчив її» Яна Карафіята, «Чеські оповідання для дітей»; «Різдвяна пісня в прозі, або Різдвяне оповідання з привиддями» Чарльза Діккенса; «Зайцеві пригоди» Ернеста Сетон-Томпсона, а також читанка для дітей «Зелений гай» Олени Пчілки. 1918 року заходами Ольги Косач-Кривинюк в Катеринославі вперше було надруковано «Стародавню історію східних народів», написану Лесею Українкою.

### У еміграції
На початку 1919 р. емігрував за кордон, залишивши у Катеринославі дружину та трьох дітей.
1919—1922 — перебував у еміграції у Відні, де займався видавничою діяльністю. Відійшов від політики. Вдруге одружився, взявши за дружину Оксану Василівну. Згодом переселився до Пльзеня (Чехословаччина), працював інженером–конструктором на електромеханічному заводі «Шкода».
Викладав у Українській господарській академії в Подебрадах (Чехословаччина). Видав перший підручник з опору матеріалів українською мовою.
Помер 27 серпня 1950 року у Пльзені. Його тіло було кремовано, а прах розвіяний на галявині Центрального цвинтаря, у його верхній частині, де лежить траса на Прагу.
У Дніпроперовську мешкає онук І.Труби (син дочки Олени) — пенсіонер Ярослав Матросов, який досліджує біографію та творчість діда.

## Творчість
Літературна творчість та видавнича справа — ще одна риса багатогранної діяльності Івана Труби. 1904 року оповідання «Буде паном» у 12-му числі «Киевской старины» вперше познайомило читачів з іменем Івана Труби. Згодом його твори з'явилися в журналі «Нова громада», часописі «Дніпрові хвилі».
Створив видавництво «Стежка додому» (Катеринослав-Відень, 1918—1922; зокрема, книжки зі серії «Дитяча бібліотека»).
Серед літературної спадщини — казки для дітей «Як гриби збирались воювати з жуками», «Пан Коцький», переклади казок Ганса Крістіана Андерсена «Ялинка», «Праведний суддя», «Царівна на горошині», братів Грімм «Дід з онуком», «Три пряшки-тіточки», Вільгельма Гауфа, Бехштейна, оповідання «Подорож на села», «Ходить сон коло вікон», «У просвіті», «Багата кутя», «Перед Різдвом» та інші. Першими слухачами творів були діти самого Івана Михайловича — Борис, Олеся, Тарас, названі на честь видатних українських письменників Бориса Грінченка, Лесі Українки, Тараса Шевченка.
Велика заслуга Івана Труби у виданні шкільної хрестоматії «Початкова читанка. Стежка додому» (у 1917—1918 роках окремими виданнями вийшли три частини), складеної і пристосованої для українських початкових шкіл Катеринославською спілкою вчителів за його редакцією. До навчального посібника увійшли зразки українського фольклору, твори класиків української літератури — Івана Котляревського, Тараса Шевченка, Бориса Грінченка, Сидора Воробкевича, Івана Манжури, Панаса Мирного та інших, переклади творів Льва Толстого та зарубіжних авторів Ганса Крістіана Андерсена, братів Грімм, підібрані за тематичним спрямуванням так, щоб виховувати у дітей почуття любові до рідного краю, його історії, культури, народних звичаїв, рідної мови, національної самосвідомості, милосердя, поваги до людської праці.
12 власних оповідань Іван Труба вмістив у 2-й частині читанки: «Засівальники», «Звіздоноси», «На страсті», «Клечана неділя» та інші, у яких ведеться розповідь про народні свята, обряди, звичаї.

## Вшанування пам'яті
- Одну з вулиць Дніпра названо на честь Івана Труби.